# Ghat (stad)
Ghat (Arabisch: غات) is een stad in het uiterste zuidwesten van Libië en de voornaamste stad in de gemeente Ghat. In historische tijden was het een belangrijke stop op de trans-sahara karavaanroute van Tripoli via Ghadames naar Niger.
Ghat staat bekend als de stad van de Touareg en is de hoofdplaats van de gelijknamige gemeente.
Tegenwoordig is het een bekend toeristencentrum als uitvalsbasis voor het nabijgelegen Acacus-gebergte in de Tadrart Acacus-woestijn.
Bezienswaardig in de stad zelf is de medina en het (uitzicht vanaf het) fort.

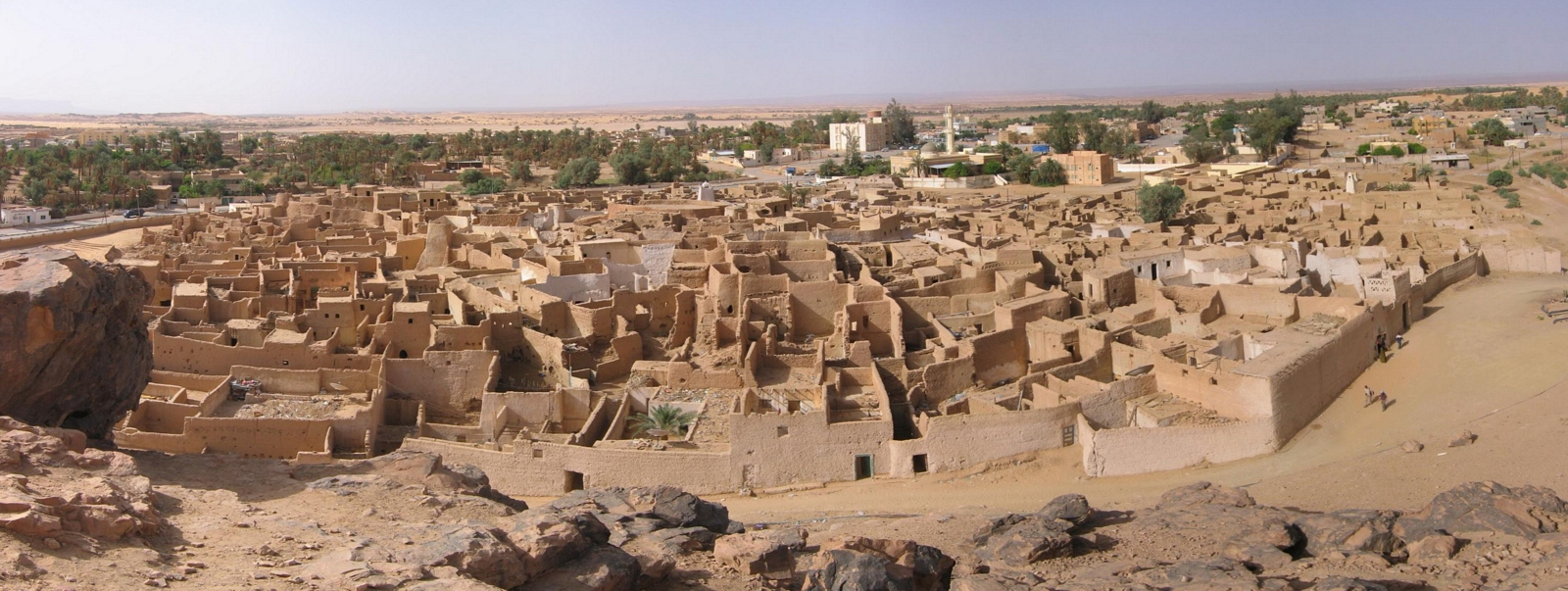
Medina

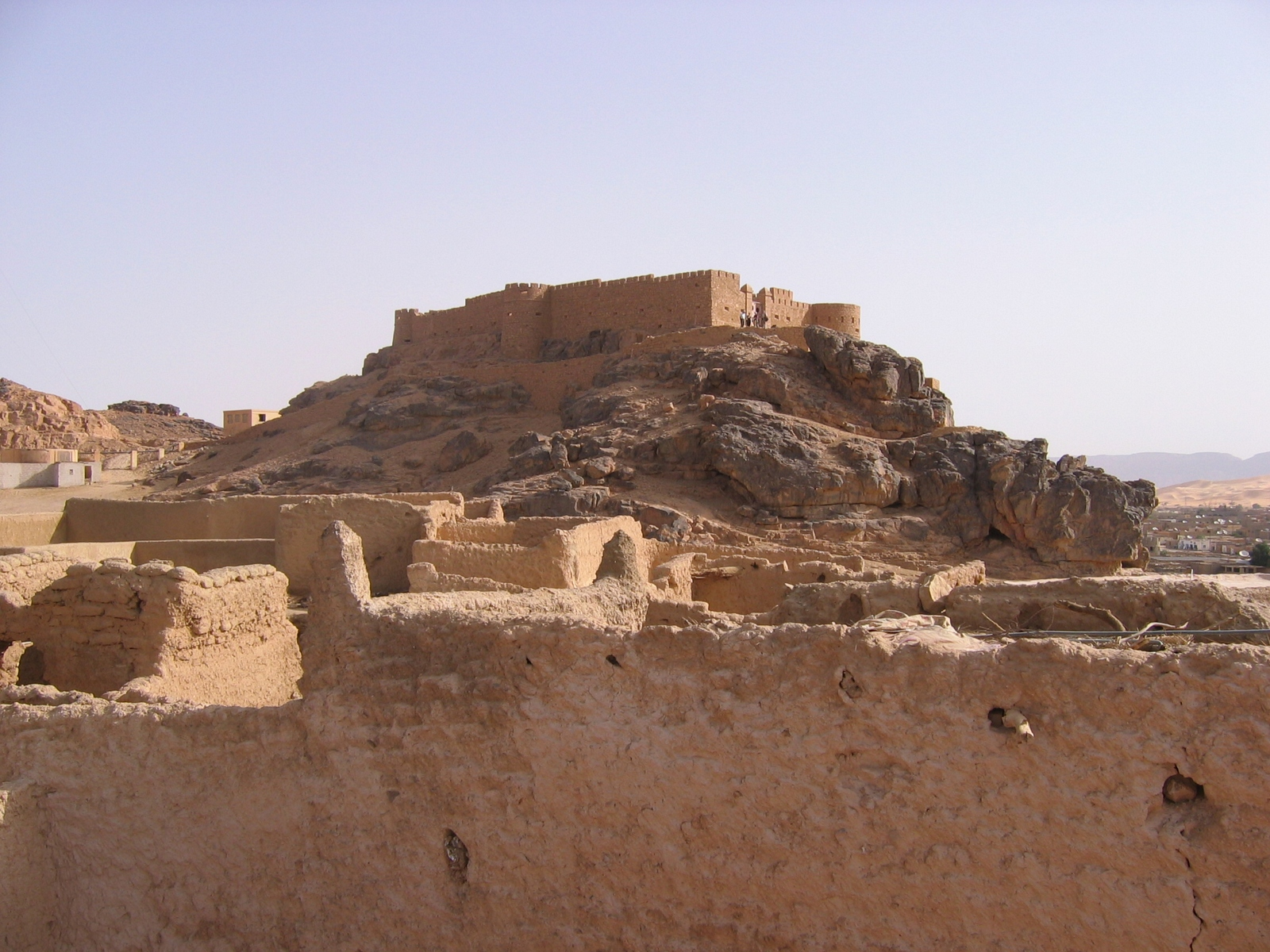
het fort